# Choroby skóry

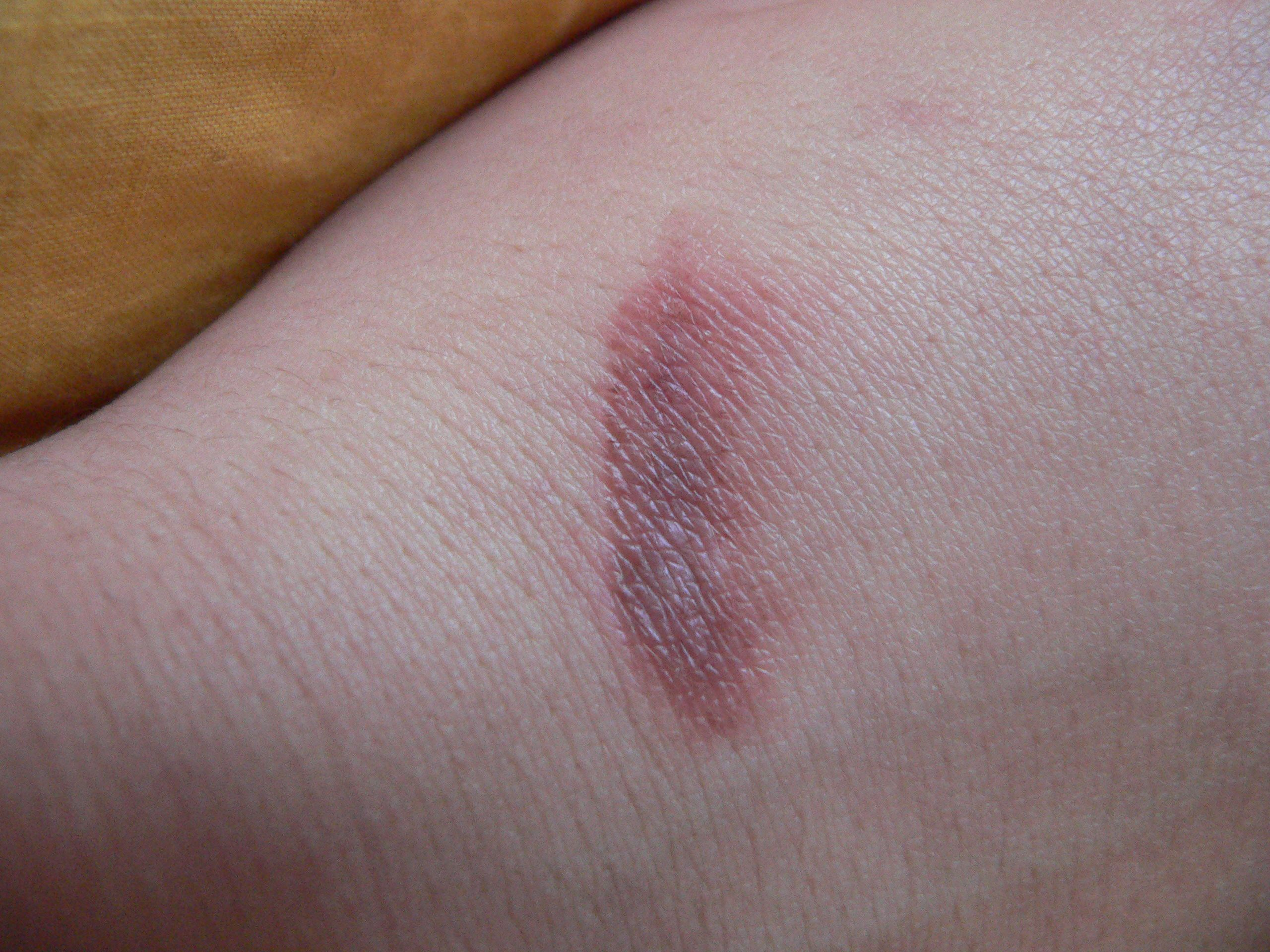
Oparzenie drugiego stopnia

Czerniak złośliwy skóry

Choroby skóry (dermatozy) – schorzenia obejmujące skórę. Mogą one dotyczyć tak powierzchni naskórka, jak i skóry właściwej oraz tkanki podskórnej, a także przydatków – gruczołów łojowych i gruczołów potowych, mieszków włosowych i paznokci. Bywa, że procesy chorobowe zachodzą w obrębie naczyń krwionośnych i naczyń chłonnych oraz zakończeń nerwowych.

## Epidemiologia
W Polsce żyje około 5 mln osób z różnymi chorobami skóry. Dane z polskich badań epidemiologicznych z lat 1999-2000 mówią, że spośród 145 badanych (67 kobiet i 78 mężczyzn w wieku 18-75 lat; mediana 43) 29% zgłaszało objawy chorób skóry w przeszłości lub obecnie. Oznacza to, że co trzeci dorosły Polak aktualnie choruje bądź chorował w przeszłości na jakąś dermatozę. Najczęściej zgłaszano objawy wyprysku/zapalenia skóry (10,3%) oraz trądziku (4,8%). W dalszej kolejności dostrzeżono symptomy grzybicy skóry lub paznokci (3,4%), pokrzywki oraz łuszczycy (w obu przypadkach 2,8%). Skórne reakcje polekowe różnego typu odnotowano u 2,1% badanych.

## Objawy i rozpoznanie
Podstawą rozpoznania i zasadniczym elementem obrazu klinicznego dermatoz są zmiany skórne zwane wykwitami. Ich znajomość pozwala opisać i zdefiniować skutki procesów chorobowych widziane na skórze gołym okiem.
Wykwity dzieli się na:
- pierwotne - będące bezpośrednim wynikiem rozwoju procesu chorobowego w skórze, jak: 
  - plama;
  - grudka;
  - guzek;
  - guz;
  - pęcherzyk;
  - pęcherz;
  - krosta;
  - bąbel;
- wtórne – zwykle będące następstwem wykwitów pierwotnych, czyli:
  - przeczos;
  - pęknięcie/szczelina;
  - rozpadlina;
  - łuska;
  - strup;
  - owrzodzenie;
  - blizna.

Obok wykwitów rozróżnia się stany narzucone skóry, czyli takie, które pod względem budowy (morfologicznym) nie dają się włączyć do wykwitów pierwotnych lub wtórnych. Są nimi: liszajowacenie, spryszczenie i łuszczycowatość.

## Klasyfikacja
Ze względu na etiologię schorzenia, choroby skóry dzieli się na:
- bakteryjne (np. liszajec zakaźny, czyrak, róża);
- grzybiczne (np. grzybice – stóp, paznokci, pachwin itp.);
- pasożytnicze (np. wszawica, świerzb);
- wirusowe (np. zakażenie opryszczkowe, półpasiec, brodawki);
- autoimmunologiczne (np. pęcherzyca zwykła lub bujająca);
- alergiczne (np. pokrzywka, AZS, wyprysk kontaktowy alergiczny);
- uwarunkowane genetycznie (np. łuszczyca, bielactwo nabyte);
- wywołane czynnikami fizykalnymi (np. pokrzywka fizykalna, oparzenia, fotodermatozy);
- zawodowe (np. różyca, wyprysk zawodowy);
- choroby tkanki łącznej (np. twardzina układowa, toczeń rumieniowaty układowy);
- osutki polekowe (np. osutka plamista, rumień wielopostaciowy polekowy);
- nowotwory (np. rak podstawnokomórkowy skóry, rak kolczystokomórkowy skóry).

Ze względu na lokalizację zmian chorobowych wyróżnia się dermatozy:
- błon śluzowych (np. grzybice, nowotwory);
- naczyniowe skóry (np. plamice);
- gruczołów potowych (np. nadmierne pocenie się);
- gruczołów łojowych (np. łojotokowe zapalenie skóry, trądzik);
- włosów i paznokci (np. łysienie, wrastający paznokieć);
- zaburzenia barwnikowe (np. znamię melanocytowate).

Ze względu na cechy wykwitów pierwotnych/typ zmian skórnych wyodrębniono choroby:
- rumieniowe (np. rumień trwały lub guzowaty);
- rumieniowo-złuszczające (np. łupież różowy Giberta);
- grudkowe (np. liszaj płaski);
- pęcherzowe (np. pęcherzyce);
- łuszczycę;
- choroby łuszczycopodobne (np. liszaj rumieniowaty).

Ze względu na charakterystyczny obraz mikroskopowy szczególnie wyróżniono:
- ziarniniaki;
- nowotwory złośliwe (np. czerniak złośliwy);
- chłoniaki (np. chłoniaki typu B).

Wyróżnia się też zmiany skórne typowe dla okresu noworodkowego i niemowlęcego (jak potówki, pieluszkowe zapalenie skóry, wyprysk łojotokowy noworodków) oraz dla skóry starczej (np. rogowacenie starcze, zwyrodnienie elastoidalne skóry, plamka rubinowa). Osobną grupę stanowią również choroby wirusowe wieku dziecięcego, przebiegające ze zmianami skórnymi (np. odra, ospa wietrzna, różyczka).

## Najważniejsze jednostki chorobowe
Spośród licznej grupy dermatoz warto wyróżnić:
- oparzenia – są skutkiem działania na skórę zbyt wysokich temperatur. Występują oparzenia:
  - stopnia I – zaczerwieniona skóra
  - stopnia II – pęcherze na skórze, a w konsekwencji złuszczanie się naskórka
  - stopnia III – martwica uszkodzonej części, może się zregenerować, pozostają blizny
  - stopnia IV – martwica skóry i tkanek znajdujących się pod nią, najczęściej prowadzi do śmierci
- odmrożenia – spowodowane są skurczem naczyń krwionośnych podczas zimna, co prowadzi do niedotlenienia komórek skóry. Wyróżnia się odmrożenia:
  - stopnia I – małe uszkodzenie, które po paru dniach zanika
  - stopnia II – część komórek ulega martwicy, ale po dłuższym czasie skóra się regeneruje
  - stopnia III – głębokie odmrożenie, utrata uszkodzonych tkanek, gojenie się trwa długo - najczęściej kilka miesięcy
- albinizm – schorzenie o podłożu genetycznym, spowodowane brakiem melaniny. Osobniki, które mają tę chorobę charakteryzuje bardzo jasna skóra, włosy i tęczówka oka
- trądzik – schorzenie spowodowane nadmierną aktywnością gruczołów łojowych, szczególnie w okresie dojrzewania
- brodawki – grupa schorzeń cechująca się występowaniem naskórnych grudek – szarobrunatnych i szorstkich narośli, które pojawiają się wskutek zakażenia wirusem brodawczaka ludzkiego
- grzybica – świąd, łuszczenie się skóry i jej miejscowe zaczerwienie powodowane zakażeniem grzybicznym
- łuszczyca – przewlekła dermatoza o podłożu immunologicznym wywołująca łuszczące się wykwity na skórze
- łojotok – schorzenie polegające na wzmożonym wydzielaniu łoju, które może prowadzić do chorób owłosionej skóry głowy (łupież łojotokowy) oraz skóry gładkiej (trądzik, trądzik różowaty)
- łupież – przewlekła choroba łojotokowa prowadząca do obfitego łuszczenia się skóry głowy
- łysienie – objaw chorobowy polegający na postępującym zaniku procesu wytwarzania włosa w mieszku włosowym będący wynikiem procesów chorobowych lub reakcji organizmu na różnego rodzaju bodźce
- pęcherzyca – przewlekła choroba pęcherzowa skóry o tle autoimmunologicznym, diagnozowana zwykle między 30 a 60 r.ż., ujawniająca się, gdy układ odpornościowy chorego wytworzy przeciwciała pemphigus – skierowane przeciwko własnym komórkom naskórka
- nowotwór złośliwy skóry – reprezentatywną jednostką chorobową w tej grupie jest czerniak złośliwy, czyli guz wywodzący się z melanocytów. Ulegają one złośliwej transformacji, związanej np. z mutacją w określonych genach powodowaną działaniem promieni UV
- atopowe zapalenie skóry – powszechna, przewlekła i nawrotowa choroba o charakterze zapalnym, objawiająca się między innymi intensywnym świądem[8][9][10].